# Mademoiselle Sicard
Pour les articles homonymes, voir Sicard.
Mademoiselle Sicard, de prénom inconnu, est une compositrice et une musicienne française de la fin du XVIIe siècle, considérée comme la première compositrice française éditée.
Son prénom est inconnu ; comme on ignore même si elle a été mariée, elle reste connue sous son nom de jeune fille.

## Biographie
Mademoiselle Sicard est la fille et l'élève de J. Sicard. 
En 1678, on apprend, par une lettre publiée dans L'Extraordinaire du secrétaire galant, qu'elle ne se borne pas à composer, mais chante, joue du luth, de la viole et du clavecin. 

## Œuvre musicale

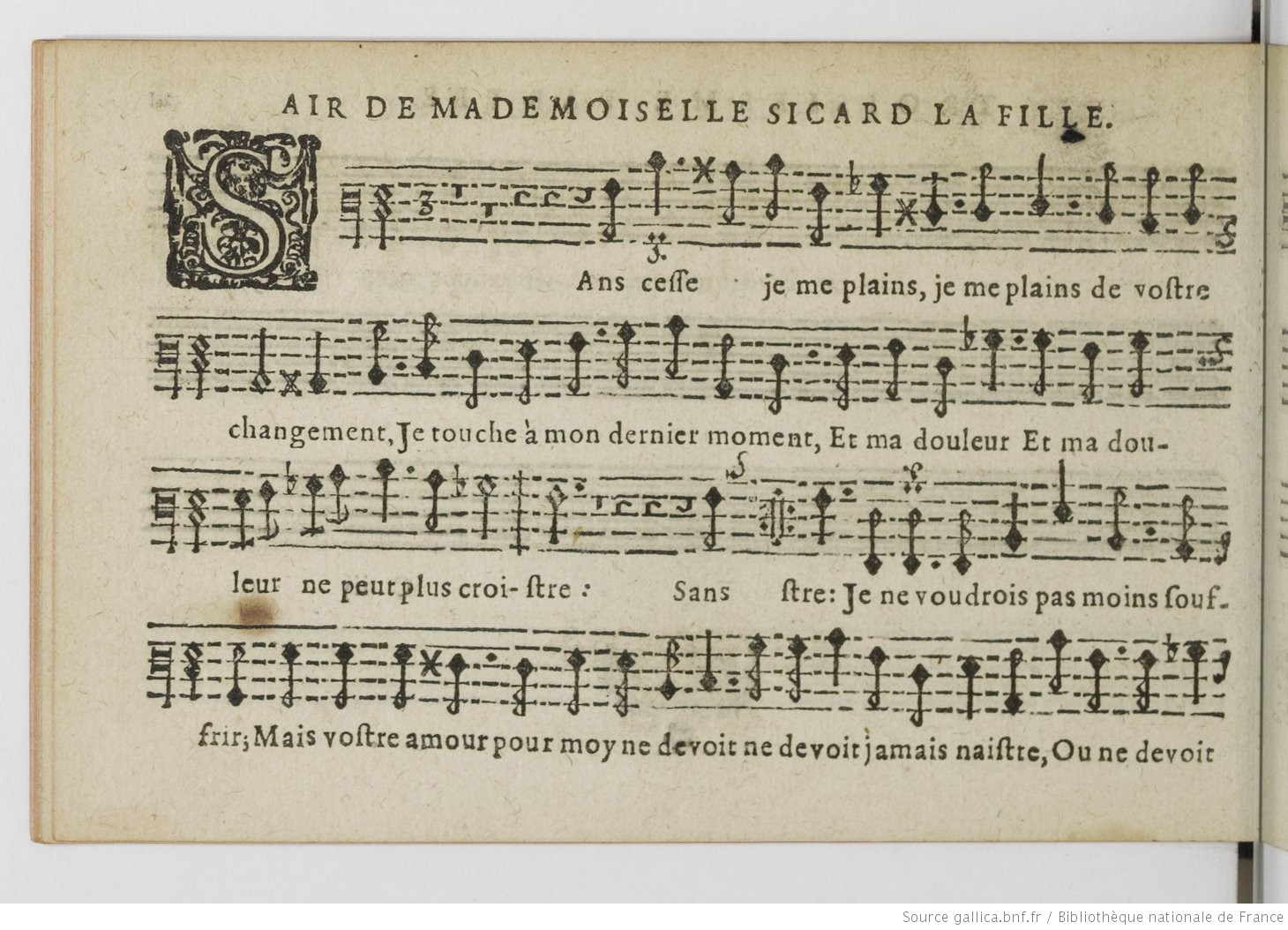
J. et Mlle Sicard, Treiziéme livre d'airs sérieux et à boire (Paris, C. Ballard, 1679). BnF, Gallica.

Elle écrit plusieurs airs, édités dans les Livres d'airs sérieux et à boire publiés par son père. Ils figurent à la fin des volumes, sous le nom de « Mademoiselle Sicard » :
- un air dans le 12e livre de 1678 (RISM S 3383 et SS 3383, Guillo 2021 n° 1678-M).
  - L'aymable flore est de retour[1]
- trois airs dans le 13e livre de 1679 (RISM S 3384 et SS 3384, Guillo 2021 n° 1679-I)[2] (1679)
  - Quand on ayme & qu'on ayme bien
  - Sans cesse je me plains de vostre changement
  - Petits oyseaux, retenez vostre voix
- un air dans le 14e livre (1680)
  - Climène vos vœux son contens
- un air dans le 16e livre de 1682 (RISM S 3385 et SS 3385, Guillo 2021 n° 1680-E)[3])
  - Je ne sçaurois gouster, printemps, tous vos plaisirs

## Sources
- Laurent Guillo, Christophe Ballard, imprimeur-libraire en musique sous Louis XIV. Turnhout, Brepols, 2021.
- RISM : Répertoire international des sources musicales, séries A/I et Recueils XVIe – XVIIe siècles.